# Kasimir Nienhaus
Kasimir Nienhaus-Meinau (* 5. März 1838 in Stadtlohn; † 29. November 1910 in Basel) war ein deutsch-schweizerischer Dozent für Pharmakognosie und pharmazeutische Chemie an der Universität Basel, Apotheker und ein Pionier des Gewässerschutzes.

## Leben

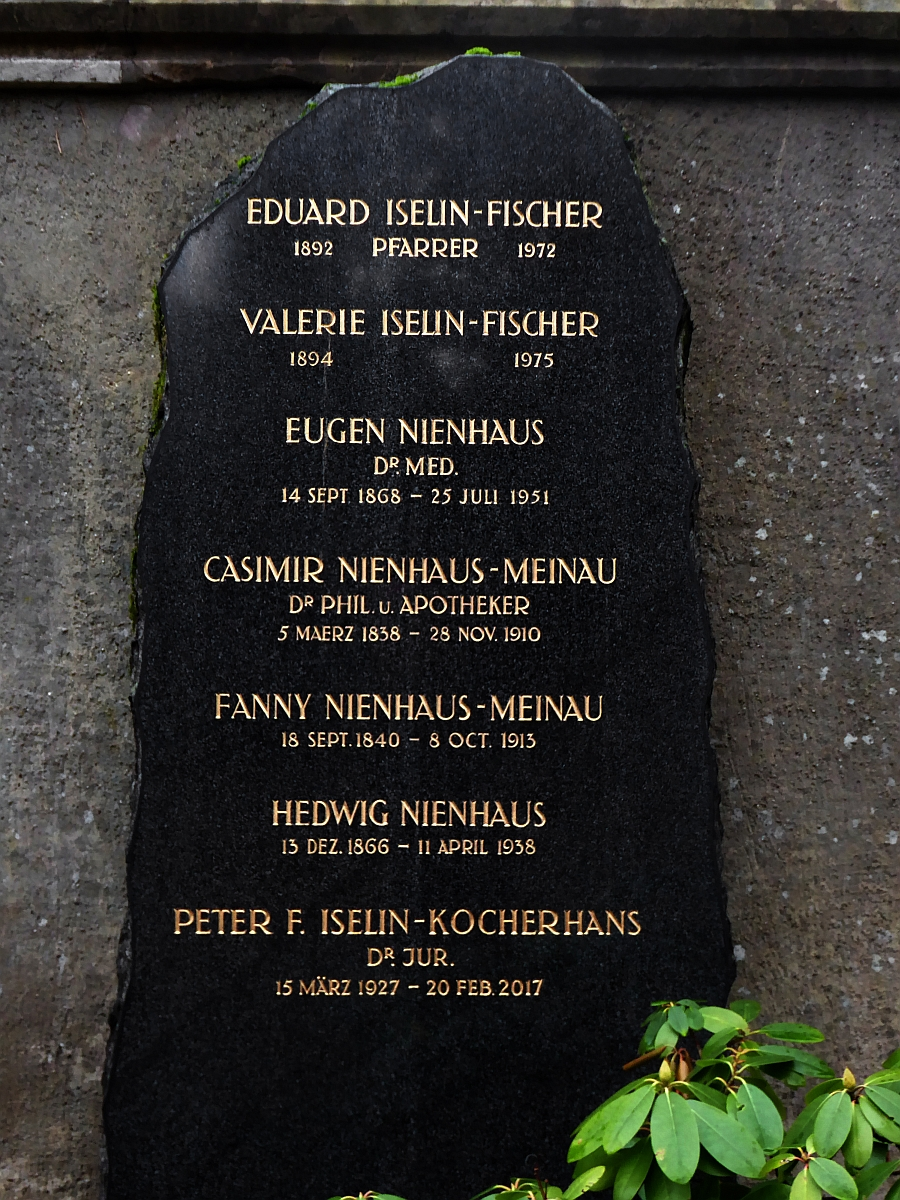
Grab auf dem Friedhof Wolfgottesacker, Basel

Nienhaus absolvierte eine Ausbildung als Apotheker und führte von 1863 bis 1874 Apotheken in Blankenstein und Elberfeld. 1874 ging er nach Zürich, um am Polytechnikum Zürich Chemie zu studieren. Er betrieb kurzzeitig eine Albuminfabrik in Neuss und ließ sich dann in Basel nieder, wo er 1877 die Löwen-Apotheke übernahm.
Nachdem die Entwicklung der Textilindustrie im Dreiländereck die Entwicklung der chemischen Farbenindustrie im Raum Basel ausgelöst hatte, gab es alsbald Klagen über die Verschmutzung des Rheins und seiner Nebenflüsse. Flussfische waren ein wichtiges Nahrungsmittel und die Fischerei ein wichtiges Gewerbe. Bereits 1877 gab es Klagen der badischen Gemeinden Kirchen, Märkt und Istein über Wasserverunreinigungen im Rhein. Die schweizerischen Bundesbehörden beauftragten Nienhaus 1883 mit der Untersuchung der Gewässer. Der von ihm erstellte Bericht basierte auch auf Experimenten mit lebenden Tieren und zeigte die starke Verunreinigung der Gewässer durch die Industrie und die Schädlichkeit der Abwässer auf. „Eine flächendeckende Gefahr der industriellen Abwässer Basels für die Fische im Rhein“ sah er allerdings nicht.
Von 1883 bis 1907 war Nienhaus Dozent für Pharmakognosie und pharmazeutische Chemie an der Universität Basel. Nienhaus „bot einen Unterricht mit Praktikum für angehende Apotheker in den Räumen seiner eigenen Apotheke an“, woraus sich später ein Lehrauftrag der Mathematisch-Naturwissenschaftlichen Abteilung der Philosophischen Fakultät entwickelte.
Nienhaus war Mitglied der Schweizerischen Naturforschenden Gesellschaft und des Centralvereins des Schweizerischen Roten Kreuzes. Er wurde zum Ehrendoktor der Philosophischen Fakultät (Dr. phil. h. c.) ernannt.
Nienhaus wirkte als Mitglied der eidgenössischen Kommission zur Ausarbeitung der Pharmacopoea helvetica III und IV und Mitglied der Basler Sanitätskommission. Er war überdies Mitglied im Großen Rat der Stadt Basel.

## Werke
- Bericht über die Verunreinigung des Rheines durch Abfallstoffe der Fabriken im Basler Industrie-Bezirk erstattet an das schweizerischen Handels- und Landwirtschafts-Departement. Basel 1883.